# Meliphaga mimikae
El mielero del Mimika (Meliphaga mimikae) es una especie de ave paseriforme de la familia Meliphagidae endémica de Nueva Guinea.

## Distribución
Su área de distribución se encuentra en el sur de Nueva Guinea y se extiende desde el distrito de Mimika en Papúa, hasta las provincias de Oro y Milne Bay de Papúa Nueva Guinea. Su hábitat son los bosques lluviosos intercalados con arbustos densos a altitudes entre 500 y 1000 m sobre el nivel del mar.